# Que me quedes tú
Que me quedes tú è un brano musicale soft rock della cantante colombiana Shakira, estratto come ottavo singolo dal suo primo album in lingua inglese, Laundry Service, pubblicato nel 2001. Il brano è stato anche estratto come unico singolo nell'ottobre 2002 dalla prima raccolta spagnola di Shakira, Grandes éxitos.

## Descrizione
Que me quedes tú è stato scritto da Shakira e composto dal suo amico di lunga durata, Luis Fernando Ochoa. Distribuito ben due volte come singolo il 15 agosto 2002 dall'album Laundry Service e poi nell'ottobre 2002 dalla compilation Grandes éxitos, ha raggiunto la vetta della Billboard Hot Latin Tracks.

## Classifiche
| Classifica (2002/2009)         | Posizione più alta |
| ------------------------------ | ------------------ |
| Spagna                         | 10                 |
| U.S. Billboard Hot Latin Songs | 1                  |
| U.S. Billboard Latin Pop Songs | 1                  |